# Sonic’s Schoolhouse
Sonic’s Schoolhouse ist eine Lernsoftware, die von Orion Interactive sowie BAP Interactive entwickelt und von Sega am 18. Oktober 1996 exklusiv in Nordamerika für Microsoft Windows veröffentlicht wurde.
In diesem Spiel bewegt man sich in der Ego-Perspektive durch eine dreidimensionale Schule und kann kleinere Rechen- oder Wortbildungsaufgaben lösen sowie kleine Kurzfilme anschauen. Sonics Synchronsprecher in diesem Spiel ist Meg Inglima.
Zur Veröffentlichung bezeichnete Shinobu Toyoda von Sega das Spiel als Doom für Kinder. Später war es das Vorbild für das 2018 erschienene Baldi's Basics, welches ein sehr ähnliches Szenario in einer Schule mit der audiovisuellen Präsentation von Sonic’s Schoolhouse erschuf, dieses dort jedoch mit Horror-Elementen und Jumpscares füllte.

## Gameplay
In Sonic’s Schoolhouse gibt der Spieler über die Tastatur seinen gewünschten Namen ein und wählt aus einem von zehn Tierarten, ehe man sich in der Ego-Perspektive in einer dreidimensionalen Schule befindet, durch die man sich mit den Pfeiltasten in vier Richtung fortbewegen kann. In der Schule steht Sonic bewegungslos als Charakter herum, kommentiert jedoch auf Englisch das Gesehene. Zudem befinden sich Poster an der Wand, darunter beispielsweise ein Bild von Tails oder das Cover-Artwork in Sonic the Hedgehog Spinball (1993). Die Türen führen die kleineren Rechen- oder Wortbildungsaufgaben, sodass bei einer Rechenaufgabe verschiedenen Zahlen mit Augen herumhüpfen und das korrekte Ergebnis der Rechenaufgabe ausgesucht werden soll. Dasselbe ist mit Buchstaben und Objekten möglich, die jedoch auf Ballons abgebildet werden.
Eine Tür führt zum Schulbus, woraufhin man einen vollen Schulbus sieht und darin auf einem Bildschirm drei verschiedene Kurzfilme, vorwiegend Tierdokumentationen, angeschaut werden können. Man kann sich auch durch einen Garten bewegen, in dem Ringe oder Checkpoint-Laternen stehen, mit denen aber nicht interagiert werden kann. Auch gibt es einen Kaugummiautomaten, den man zwar anklicken kann, um die Kaugummikugeln im Inneren rotieren zu lassen, jedoch ist es nicht möglich, einzelne Kugeln herauszubekommen. Wünscht man das Spiel zu beenden, indem man auf eine rote Ampel klickt, werden zunächst die Credits des Spiels eingeblendet.

## Neuveröffentlichungen
Nach der Erstveröffentlichung am 18. Oktober 1996 war Sonic’s Schoolhouse neben Sonic the Hedgehog CD, welches ebenfalls 1996 für den PC (drei Jahre nach der Veröffentlichung auf dem Sega Mega-CD) herausgebracht wurde und drei weiteren Nicht-Sonic-Spielen im Videospielbundle Sega Family Fun Pak (1996), exklusiv in den USA, enthalten.
Die Entwickler von Orion Interactive sowie BAP Interactive planten zunächst eine ganze Reihe von Lernsoftware-Spielen mit Sonic, jedoch wurden diese Pläne aufgrund des ausbleibenden Erfolgs nicht weiter verfolgt. Zuletzt folgte eine erneute Herausgabe von Expert Software im September 1997, erneut ausschließlich in Nordamerika.